# ハモグリバエ
ハモグリバエ（葉潜り蝿）は、ハエ目ハモグリバエ科（学名：Agromyzidae）に属する昆虫の総称。全世界で約2500種が確認されている。幼虫は植物の葉の内部から組織を食害するため、農作物の農業害虫として知られる。
日本では1990年代から被害が報告されている。これを受けて、1999年にナスやトマト、カボチャに対する本種の防除剤としてシロマジンが農薬登録され、効果を挙げている。

## 主な種
- Agromyzinae亜科
- Phytomyzinae亜科
  - Chromatomyia属
    - ナモグリバエ Chromatomyia horticora

  - Liriomyza属
    - トマトハモグリバエ Liriomyza sativae
    - マメハモグリバエ Liriomyza trifolii

  - Phytomyza属
    - Phytomyza ilicis

## 参考

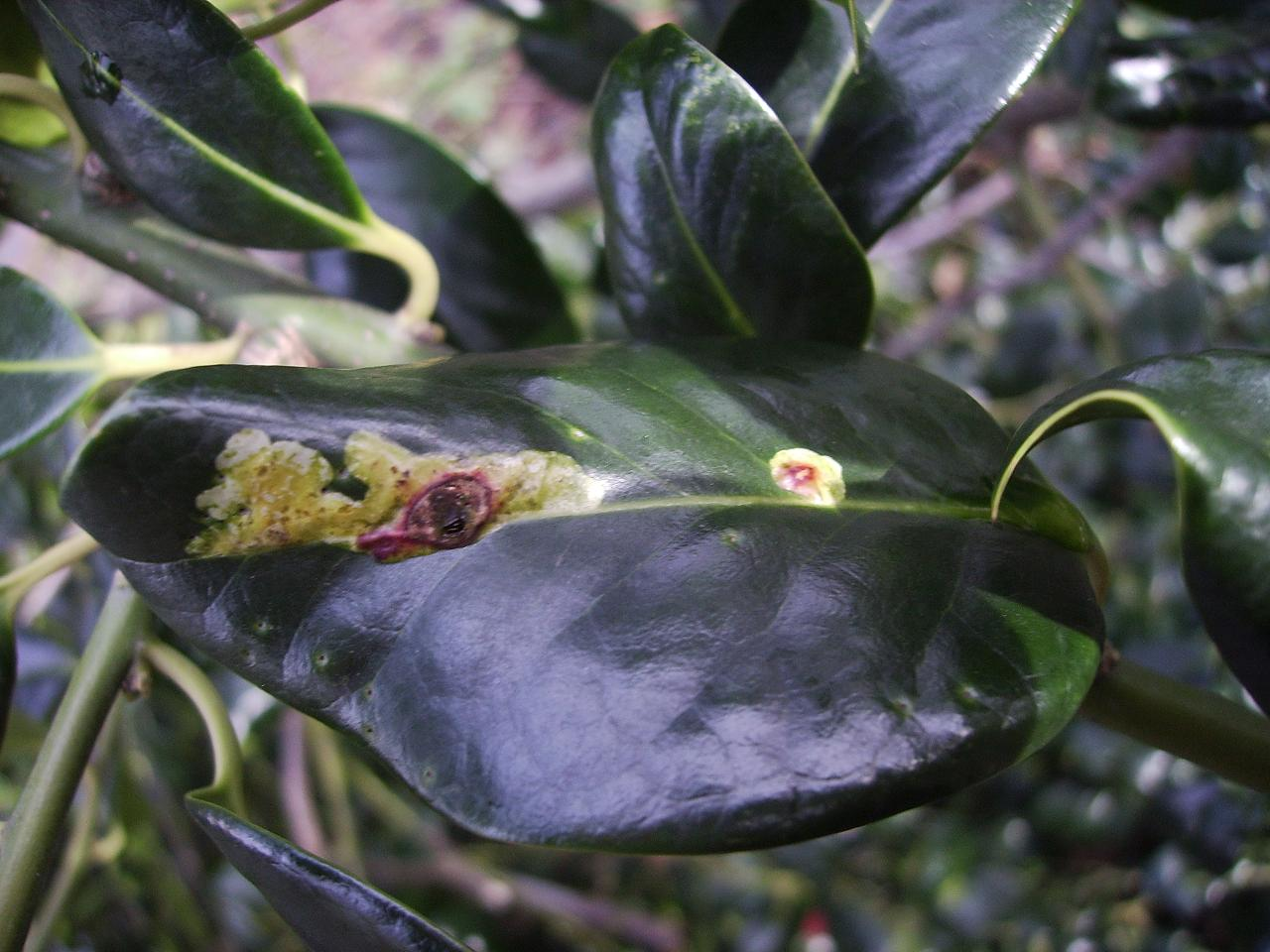
Phytomyza ilicisによって食害されたセイヨウヒイラギ

- ハモグリバエ類の見分け方